# Яструб савановий
Яструб савановий (Accipiter minullus) — хижий птах роду яструбів родини яструбових ряду яструбоподібних.

## Опис

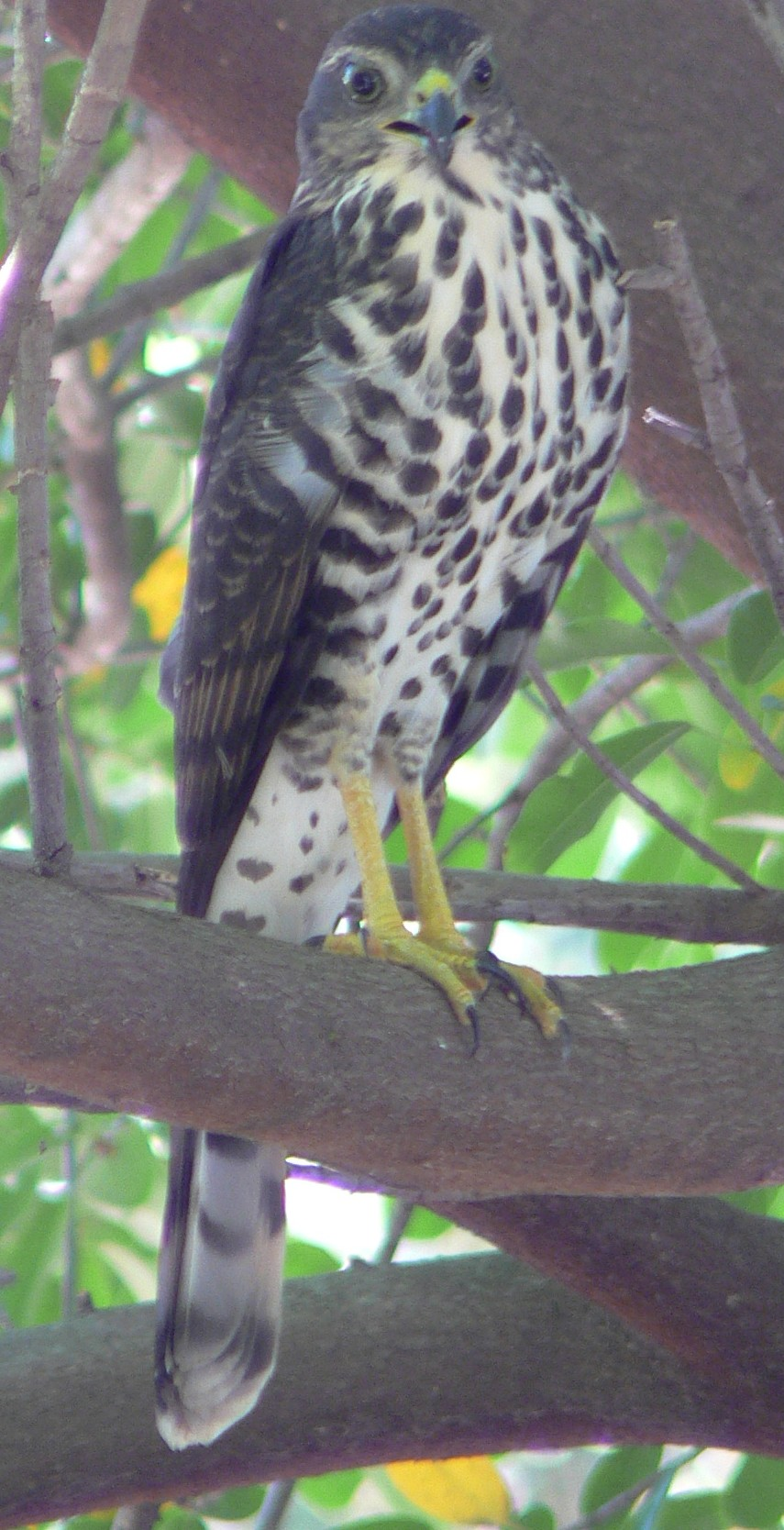
Молодий яструб

Савановий яструб є одним із найменших яструбів. Довжина його тіла 23—27 см, розмах крил 39—52 см. Виду притаманний статевий диморфізм: самець важить 74—85 г, а самка 68—105 г.
Птах має маленький дзьоб і довгі ноги. Верхня частина тіла в дорослого самця темно-сірого, майже чорного кольору, за винятком білої смуги, що проходить над хвостом і двох білих плям на чорному хвості. Горло і живіт білі, з невеликими рудими смужками. У самок верхня частина тіла має більш коричнуватий відтінок, а на животі в неї більше смужок. Молоді птахи загалом більш коричнуваті, пера мають світлі кінчики. По досягненні тримісячного віку молоді птахи линяють і набувають кольорів. притаманних дорослим птахам. Дзьоб у саванового яструба чорний, ноги жовті, очі темно-жовті (у молодих птахів карі).

## Поширення
Савановий яструб мешкає в Південній та Східній Африці на південь від Сахари, від Ефіопії на півночі до ПАР на півдні. Він населяє узлісся і чагарники, як правило, вздовж річкових долин. В більш посушливих регіонах він мешкає в фінбоші, а також в приміських садах.

## Таксономія
Виділяють два підвиди саванового яструба:
- A. m. tropicalis Reichenow, 1898 — від південного Сомалі вздовж узбережжя на південь до Мозамбіку
- A. m. minullus (Daudin, 1800) — від Ефіопії і Південного Судану до Анголи і ПАР.

Савановий яструб споріднений з сенегальським яструбом. Деякі дослідники пропонують виділити їх в окремий рід.

## Раціон
Здебільшого здобиччю саванового яструба стають невеликі пташки. Інколи він полює на гризунів або кажанів, може їсти ящірок і комах.

## Розмноження
Цей вид яструбів є моногамним і територіальним. Самка будує гніздо у вигляді невеликої платформи з гілок, з підстилкою із зеленого листя. яструби цього виду часто споруджують гнізда на інтродукованих деревах, таких як евкаліпти, тополі, жакаранди та верби. Птах може використовувати покинуті гнізда габара або туркестанського яструба.
Зазвичай в кладці 1-3 яйця. В Південній Африці їх відкладають в період з вересня по грудень, найчастіше в жовтні. Насиджують яйця як самець, так і самка протягом приблизно 31 дня, хоча самка насиджує більшу частину часу. Самець регулярно приносить самці корм і продовжує це робити деякий час після вилуплення пташенят. Пташенята покриваються пір'ям на 25–27 день, залишаються жити на батьківській території впродовж року. В інших частинах Африки розмноження відбувається в інший час, зокрема в північно-східній Африці з березня по квітень, а в західній Кенії з жовтня по листопад.

## Збереження
Це численний і поширений птах. МСОП вважає цей вид таким. який не потребує особливих заходів зі збереження.